# ラ・ロシェル包囲戦 (1572年-1573年)
1572年から1573年のラ・ロシェル包囲戦 （フランス語: Siège de La Rochelle）は、フランス宗教戦争中にフランス王国・カトリック軍がユグノーの籠るラ・ロシェルを攻撃した攻城戦。1572年8月のサン・バルテルミの虐殺を受けて、11月にラ・ロシェル市民が国王に派遣された市長の受け入れを拒否したことで第4次戦争が勃発した。1573年2月11日からアンジュー公（後のフランス王アンリ3世）率いる王国軍がラ・ロシェルを包囲したが、5月にアンジュー公がポーランド国王に選出されフランスを離れねばならなくなったため、6月24日に講和の合意が成立し、7月6日に包囲が解かれた。直後にブローニュ勅令が出され、国王側がユグノーに若干譲歩したことで第4次戦争は終結した。
ラ・ロシェル包囲戦と同時期に、ソミエールやサンセールでもカトリック軍が包囲戦を行っている。

## 背景

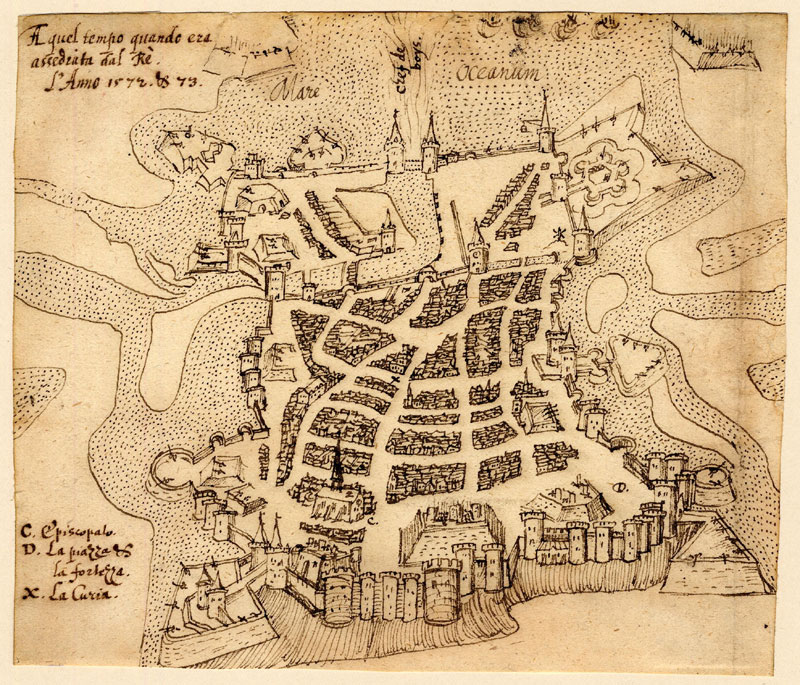
包囲戦期のラ・ロシェル

1568年以降、ラ・ロシェルはユグノーの一大拠点となった。2万の人口とイングランドへの航路を中継する重要な港を擁するこの都市は、国王派遣の市長や司教、高等法院などの支配を受けない高度な自治を行っており、カトリックを奉じるフランス国王に反抗するカルヴァン派ユグノーが圧倒的な勢力を持っていた。
1572年秋、サン・バルテルミの虐殺を皮切りにフランス各地でユグノーの虐殺が発生し、最後の砦とみなされたラ・ロシェルには大勢のユグノー難民が押し寄せた。ラ・ロシェルは非常に守りが固く、海からの補給も期待できる難攻不落の要塞都市だった。当時のフランス王はシャルル9世だったが、実権は王母カトリーヌ・ド・メディシスとギーズ公アンリ1世が握っていた。フランス政府はラ・ロシェル統治のためビロン男爵アルマン・ド・ゴントーを派遣したが、ラ・ロシェルの住民が彼を受け入れなかったため、11月にシャルル9世はラ・ロシェル包囲を命じ、ここに第四次フランス宗教戦争が勃発した。

## 包囲戦
11月6日、フランス王国軍がラ・ロシェルの包囲を開始した。11月半ば、シャルル9世はユグノー貴族フランソワ・ド・ラ・ヌエをラ・ロシェルに派遣した。フランソワは市を王のもとに再び従わせるため包囲下のラ・ロシェルに入り、長期間にわたり交渉を続けたが成果を得られず、1573年3月12日に市を退去した。

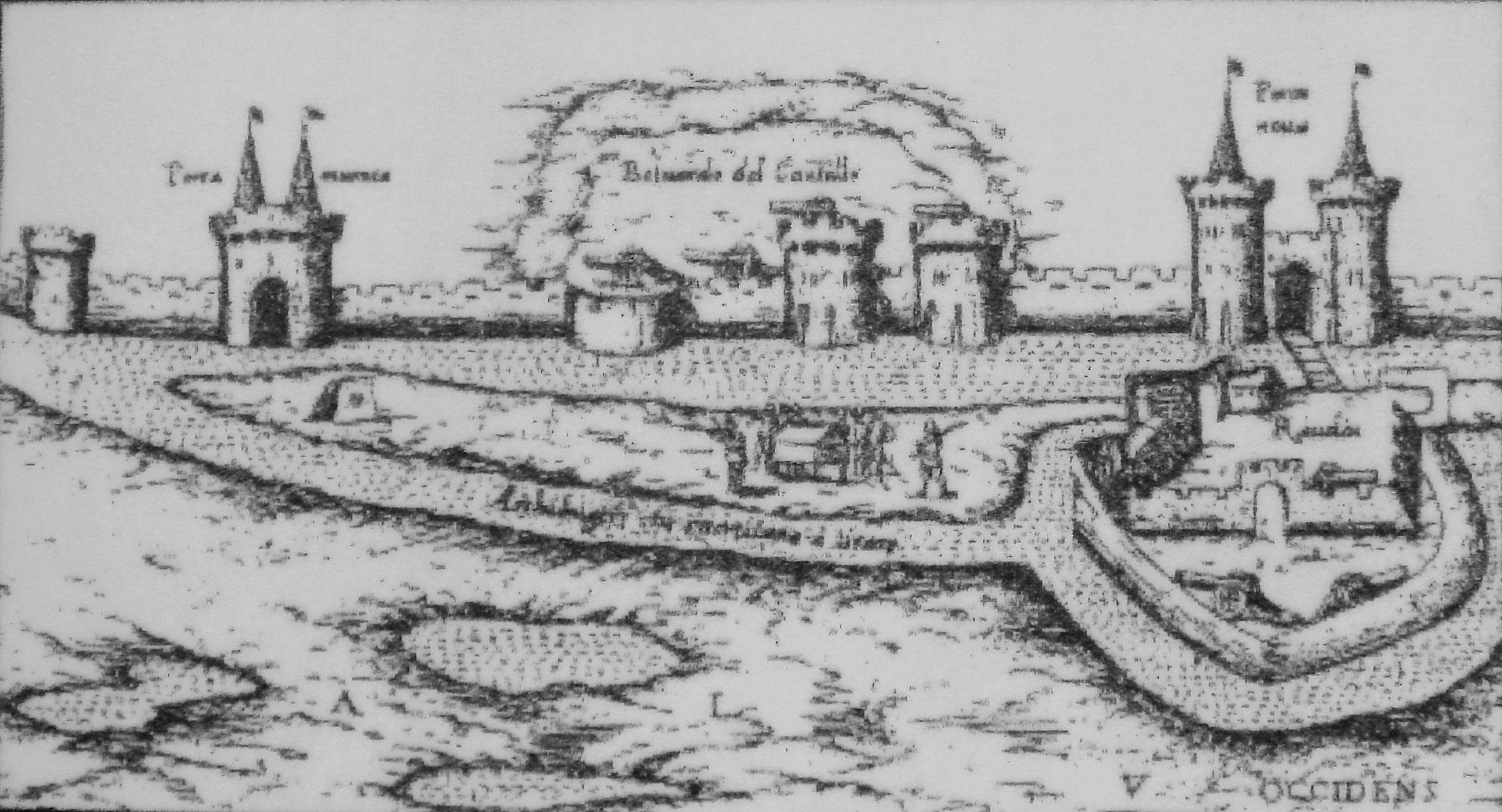
ラ・ロシェルの西側から見た図（アントニオ・ラファエリ画）。14世紀に破壊されたヴォクレール城の塔や埋められた堀が一部残っているのが分かる。

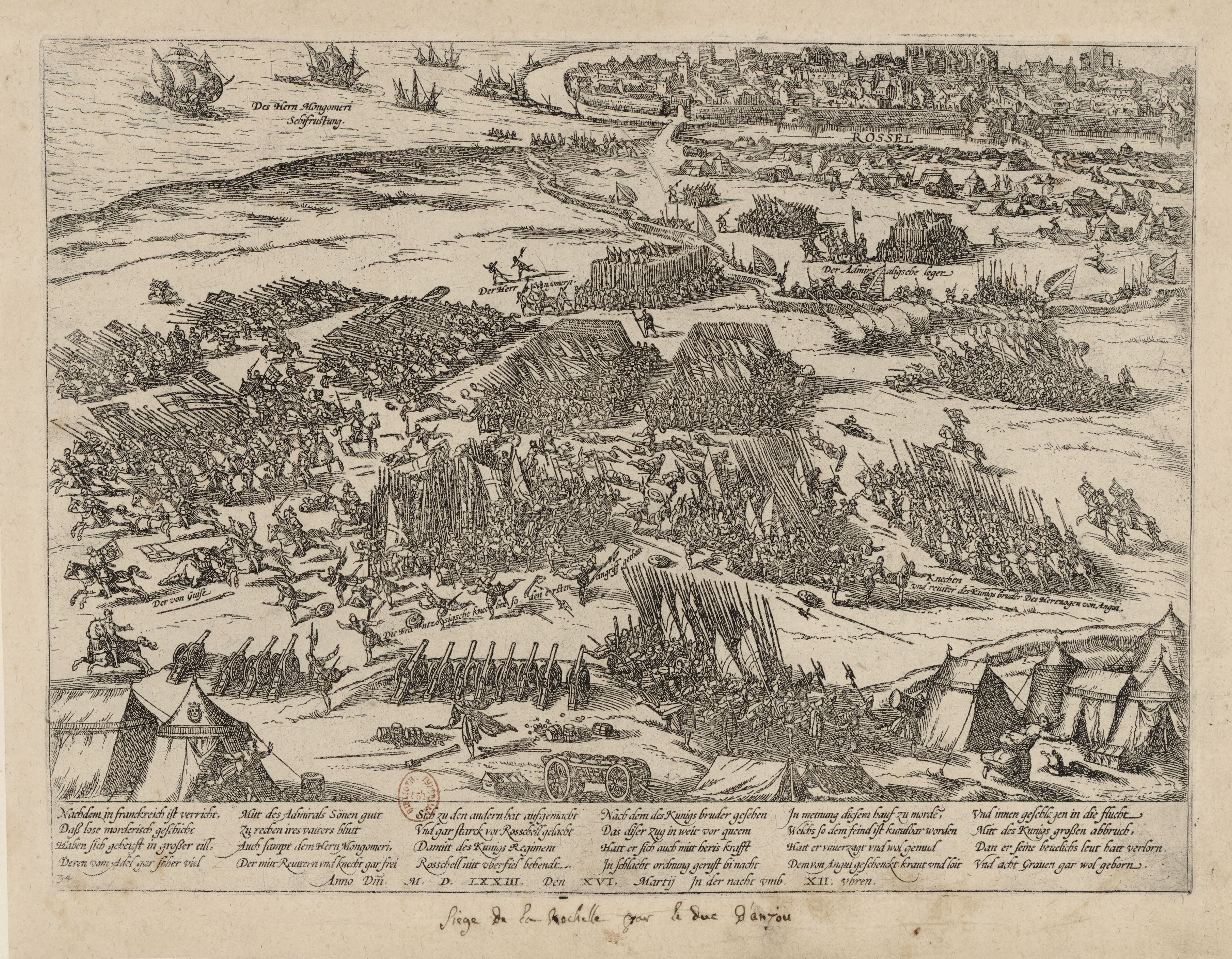
ドイツで印刷されたラ・ロシェル包囲戦の絵。左上の海上にモンゴムリ伯ガブリエル・ド・ロルジュの艦隊が見える。

翌1573年2月11日、アンジュー公アンリが2万8000人の兵を連れて包囲に参加した。この軍は、パリ、ピカルディ、ノルマンディー、ポワトゥー、サントンジュ、アングーモワから莫大な物資（弾薬、大砲、火薬、食料）をかき集めてきていた。包囲軍の中には、アンジュー公の弟フランソワ・ダンジューのみならず、2人の有力な元ユグノーの姿もあった。ナバラ王アンリ（後のフランス王アンリ4世）とコンデ公アンリである。他にも、ギーズ一族、マイエンヌ公シャルル、オマール公クロード2世（包囲戦中の2月21日に砲弾に当たり戦死）、ヌヴェール公ルイ4世、トレ公ギヨーム、ブイヨン公アンリ、フィリッポ・ディ・ピエロ・ストロッツィ、アルベール・ド・ゴンディ、ブレーズ・ド・モンリュック、アルテュス・ド・コセ・ブリサック、ピエール・ド・ブルデイユといった名だたる貴族や将軍が包囲に参加した。この中には、フランス王室に対する遺恨が残っている者、サン・バルテルミの虐殺を遺憾に思っている者、さらにはユグノーにシンパシーを感じている者すらおり（特にナバラ王アンリ、コンデ公アンリは戦争を通じてプロテスタント側として戦った比重が大きい）、国王軍の陣営内で政治的陰謀が飛び交う有様だった。

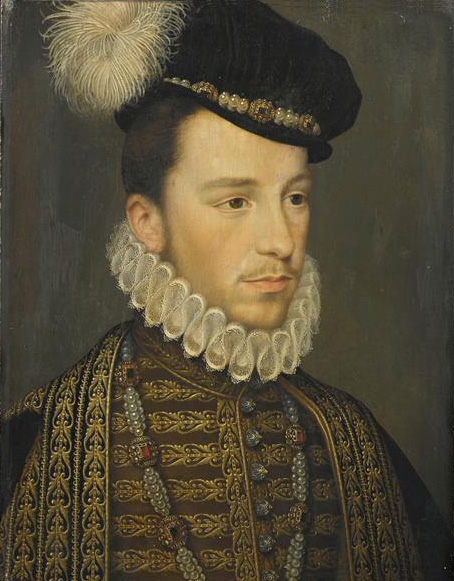
アンジュー公アンリ（後のアンリ3世、1570年）

1573年2月から6月の間に8回攻撃が仕掛けられた。寒い冬期の総攻撃は、国王軍側に甚大な被害が出て失敗した。ピエール・ド・ブルデイユによれば、包囲戦を通じて国王側の2万2000人が戦死した。155人いた隊長のうち66人が戦死し、47人が傷を負ったという。1573年3月26日、塁壁を吹き飛ばすために穴を掘っていた場所で爆発が起き、国王軍150人が死亡する大事故となった。アンジュー公アンリも包囲戦中何度も負傷した。5月23日に6000人のスイス傭兵が国王軍に合流し、3日後に総攻撃が行われたが、これもまたひどい失敗に終わった。

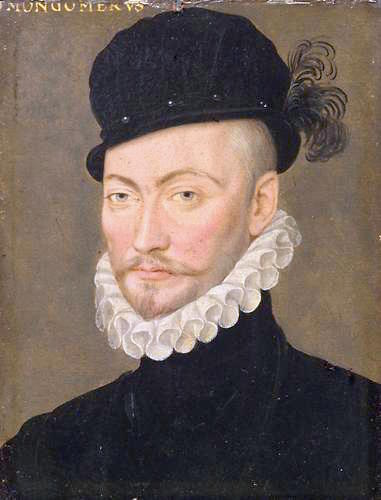
ガブリエル・ド・ロルジュ (1530年–1574年)

ラ・ロシェルの住民はイングランド女王エリザベス1世に救援を求めたが、エリザベス1世は1572年にフランスとブロワ条約を結んだばかりで大きな介入が出来ず、ユグノー貴族ガブリエル・ド・ロルジュに小規模な艦隊を預けるのが限界だった。1573年2月に7隻の艦隊がラ・ロシェルに入ったが、4月にはその大部分がフランス海軍に追われ、ベル＝イル＝アン＝メールからジャージーへと撤退せざるを得なくなった。とはいえ海上ではユグノー側が優位に立っており、スペイン船を攻撃したオランダのゴイセン私掠船などがラ・ロシェルを援助した。ヌヴェール公は大きなはしけを沈めて港湾封鎖を試みたが、効果はなかった。ちなみに17世紀のラ・ロシェル包囲戦では、リシュリューは大量の海上バリケードを投入することで海上封鎖に成功している。

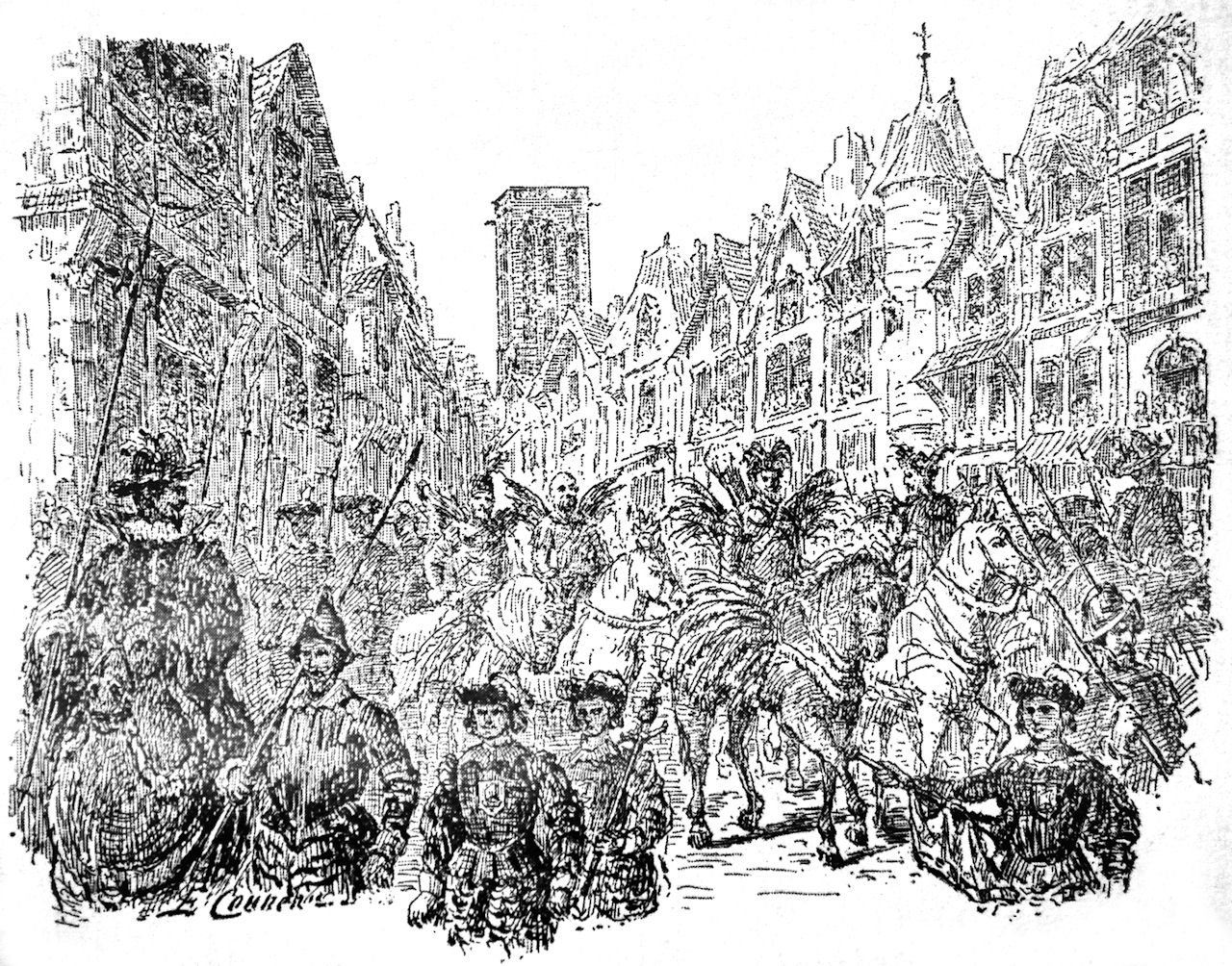
包囲戦終結後、ラ・ロシェルに入城するポーランド・フサリア騎兵（この頃のフサリアは、後の時代と違い軽騎兵の部類に入る。）

1573年5月の末、アンジュー公アンリは自分がポーランド王に選出されたことを知った。プロテスタントが小さくない勢力を持つポーランドでは、先立つ1月にワルシャワ連盟協約が締結されて広範な信教の自由が認められていた。ポーランド貴族たちはアンリ（ヘンリク・ヴァレズィ）を王に推戴するにあたって宗教戦争であるラ・ロシェル包囲戦の解決を求めてきたため、アンリはラ・ロシェル市との和平交渉を始めざるを得なくなった。6月24日に和平の合意が成立し、7月6日に包囲が解かれた。

## その後
1573年7月のブルージュ勅令で、第4次フランス宗教戦争は終結した。ラ・ロシェルはフランス内でプロテスタントの信仰が許される三都市のうちの一つとなったが、未だ信仰には多くの制約がかかっていた。